# Hădărenirellen

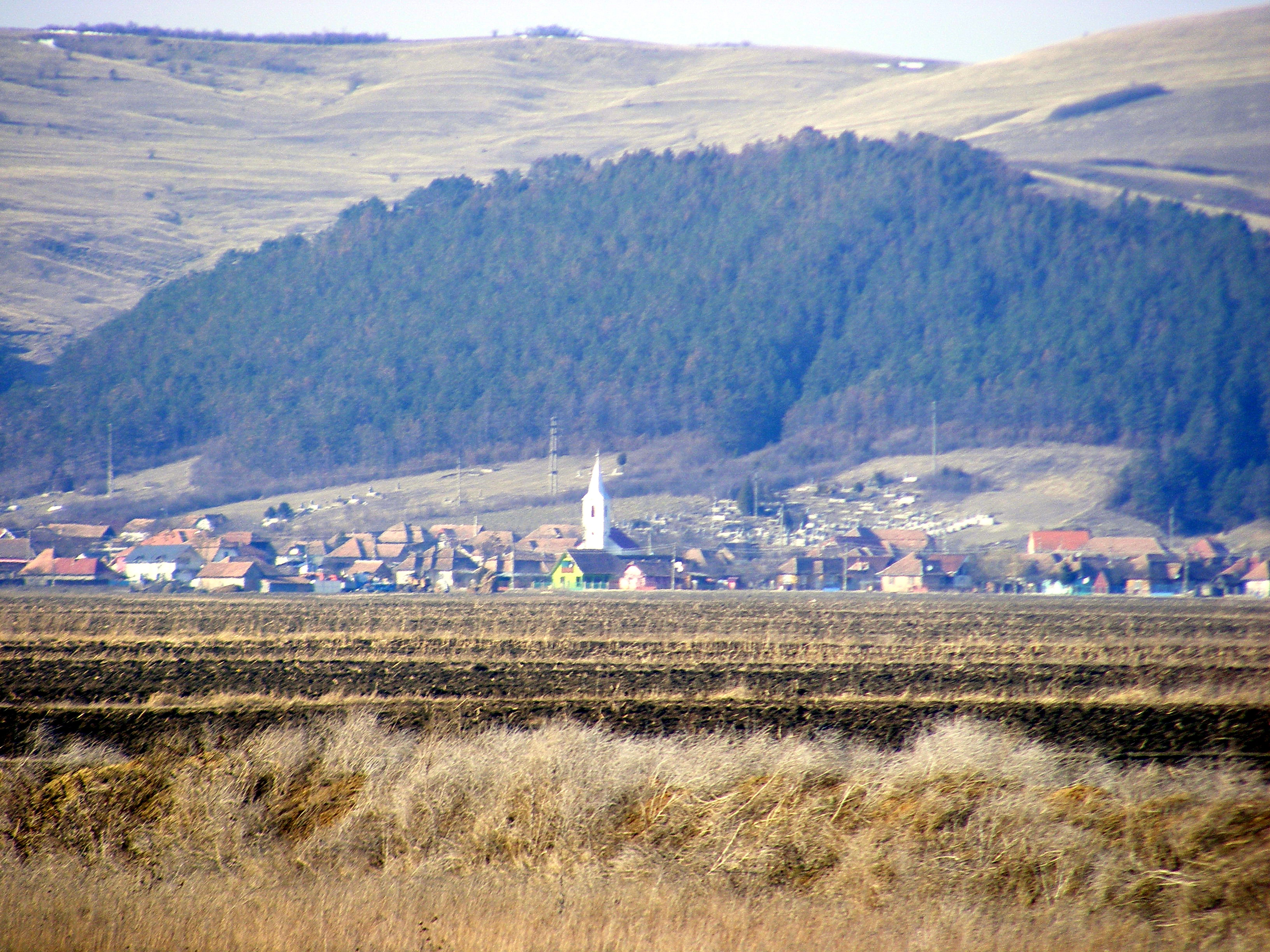
Hădăreni

De Hădărenirellen waren gewelddaden tegen de Romabevolking van het dorp Hădăreni (Chețani, district Mureș, Roemenië) in het jaar 1993. Hierbij vielen doden en werden  huizen in brand gestoken.

## Gebeurtenissen
Op 20 september 1993 viel een groep van 12 Roemenen vier Roma aan, nadat er een discussie ontstaan was. Terwijl de Roma vluchtten, werd een van de Roemenen vermoord door een messteek van een van de Roma. Daarop vluchtten de Roma weg en verschansten zich in een huis. De Roemenen verzamelden rond het gebouw, gooiden er benzine op en staken het daarna in brand. Toen de Roma probeerden te ontsnappen uit het brandende gebouw, werden drie van hen gevangengenomen en gelyncht. Diezelfde dag nog werden 13 huizen van Roma in het dorp in brand gestoken en compleet vernietigd; nog eens 4 werden zwaar beschadigd. Vele honderden mensen, quasi alle niet-Roma van het dorp, namen deel aan de pogrom. Het overgrote deel van de toen 130 Roma verlieten niet veel later het dorp voorgoed.

## Proces
Het Europees Hof voor de Rechten van de Mens heeft beslist dat de Roemenen € 258.000 moesten betalen als schadevergoeding aan de Roma die hun huizen verloren hadden. Volgens het verdict van het Hof, zou de plaatselijke politie actief meegeholpen hebben aan het in brand steken van de huizen en zouden ze dit later hebben proberen verbergen. Ook stelden ze dat deze incidenten een direct verband hadden met de etniciteit van de slachtoffers. De duur van het proces (11 jaar) heeft ervoor gezorgd dat de Roma niet de volle gerechtigheid kregen waarop zou op gehoopt kunnen worden.

## Externe bronnen
- Hadareni Journal; Death Is a Neighbor, and the Gypsies Are Terrified
- Cours européenne des droits de l'homme
- Moldovan et autres (no 1 et 2) et autres affaires similaires contre la Roumanie
- Information de la Roumanie sur les mesures générales dans le groupe d'affaires Moldovan contre Roumanie (Requête no 41138/98)